# Juozas Tallat-Kelpša
Juozas Tallat-Kelpša (ur. 1 stycznia 1889 w Kalnujai, zm. 5 lutego 1949 w Kownie) – litewski kompozytor i dyrygent.

## Życiorys
Uczył się gry na wiolonczeli w szkole muzycznej w Wilnie. W latach 1907–1916 kształcił się w Konserwatorium Petersbuskim, w trakcie studiów zorganizował i prowadził chór litewski. W 1909 roku wystawił w Wilnie operę Mikasa Petrauskasa Birutė. W latach 1919–1920 uczył w gimnazjum w Wilnie, był członkiem komisariatu oświaty. Od 1920 roku mieszkał w Kownie. Zorganizował tam pierwszy litewski teatr operowy, w którym 31 grudnia 1920 roku poprowadził pierwsze przedstawienie (Traviata Giuseppe Verdiego). Dyrygował tym teatrem od chwili jego powstania do 1941 roku i ponownie od 1944 do 1948 roku. Od 1920 roku uczył też w kowieńskiej szkole muzycznej, w 1933 roku przekształconej w konserwatorium.
Po aneksji Litwy przez ZSRR zaangażowany był w proces sowietyzacji kraju. Od 1948 roku wykładał w konserwatorium w Wilnie. Był członkiem i prezesem zarządu Związku Kompozytorów Litewskiej SRR. W 1948 roku otrzymał Nagrodę Stalinowską za Kantatę o Stalinie (Kantata apie Staliną). Został pochowany na wileńskim cmentarzu Na Rossie.
Komponował utwory orkiestrowe, fortepianowe i chóralne, był autorem pierwszej litewskiej suity na instrumenty dęte. Wydał zbiór pieśni ludowych. Jako dyrygent przygotował i poprowadził inscenizacje 25 oper.